# Zemplínska Nová Ves
Zemplínska Nová Ves este o comună slovacă, aflată în districtul Trebišov din regiunea Košice. Localitatea se află la altitudinea de 122 m deasupra n.m., se întinde pe o suprafață de 10,7 km2 și în 2017 număra 873 de locuitori.

## Istoric
Localitatea Zemplínska Nová Ves este atestată documentar din 1263.

## Demografie
| An:                | 1994 | 2004   | 2014   | 2024   |
| ------------------ | ---- | ------ | ------ | ------ |
| Număr de persoane: | 883  | 954    | 900    | 926    |
| Diferență:         |      | +8,04% | −5,66% | +2,88% |

| An:                | 2023 | 2024   |
| ------------------ | ---- | ------ |
| Număr de persoane: | 922  | 926    |
| Diferență:         |      | +0,43% |